# 樂頤
乐颐，《南史》作乐颐之，字文德，南阳涅阳（今河南省镇平县南）人，世代居住在南郡，南齐政治人物。
年少时言行温和谨慎。他出仕担任京府参军。父亲在郢州患病去世时，乐颐忽然因思念父亲而流泪，于是请假回乡，中途果然收到父亲的死讯。他于是赤足痛哭，走到陶家后渚，遇到商人乘船向西而行，就搭船前往，数日滴水未进。乐颐曾患病，和母亲只隔一墙，却强忍着疼痛不说，把被子咬得粉碎，生怕母亲为自己担忧。湘州刺史王僧虔征召他担任主簿，乐颐因同僚品行不端，弃官离去。吏部郎庾杲之曾去探望他，乐颐为他准备食物，只有干鱼和腌菜。庾杲之说：“我无法吃这些。” 乐颐的母亲听说后，亲自拿出家常饭菜，有几种鱼羹。庾杲之感慨道：“你比茅季伟更甚，而我不是郭林宗啊。” 乐颐官至郢州治中时去世。